# Grauer Gürtelpuppenspanner
Der Graue Gürtelpuppenspanner (Cyclophora pendularia), auch Blasser Ringelfleck-Gürtelpuppenspanner genannt, ist ein Nachtschmetterling aus der Gruppe der Spanner (Geometridae).

## Merkmale

### Falter
Die Falter haben eine Flügelspannweite von 20 bis 26 mm (bis 29 mm). Die zweite Generation ist deutlich kleiner (bis 20 mm). Der Apex des Vorderflügels ist zugespitzt. Die Termen von Hinter- und Vorderflügel sind meist etwas gewinkelt. Die Zeichnung ist relativ konstant, die Färbung variiert etwas stärker. Die Grundfarbe ist meist braungrau, hellgrau bis dunkelgrau. Die Diskalflecken sind weiß und dunkler, meist braunrot umrandet. Die Mittelbinde ist gezähnt und dunkler als die Grundfarbe, meist mehr oder weniger braunrot überstäubt. Vor allem auf den Hinterflügeln kann die Überstäubung zusammenhängende, größere Flecken bilden. Die innere und die äußere Querlinie ist jeweils in eine Reihe schwarzer Punkte aufgelöst. Der Saum ist mit schwarzen Saumflecken besetzt.

### Ei, Raupe und Puppe
Das Ei ist länglich, die Außenseite mit gewundenen, feinen Rippen besetzt. Die Färbung ist zunächst weißlich-grün, ändert sich später zu gelbgrau. Die Raupe ist grünlich oder rotbraun mit einer schmalen, schwarz gesäumten Rückenlinie und dunklen Strichen auf der Seite. Der Kopf ist rötlich. Die Puppe ist etwas abgeflacht und besitzt an beiden Seiten spitze Vorsprünge. Sie ist grünlich-braun bis gelbbraun. Der Kremaster weist sechs kräftige, gekrümmte Borsten auf. Es handelt sich wie bei allen Arten der Gattung Cyclophora um eine Gürtelpuppe.

## Geographische Verbreitung und Habitat
Die Art ist von der Iberischen Halbinsel (Asturien, Galicien, Nordportugal), Frankreich und den Britischen Inseln (südlicher Teil) im Westen über weite Teile Mitteleuropa, das mittlere Russland bis nach Sibirien verbreitet. Im Norden kommt die Art bis ins mittlere Fennoskandien vor, im Süden auf der Italienischen Halbinsel bis etwa auf die Höhe von Rom, auf der Balkanhalbinsel bis etwa Bulgarien und dem europäischen Teil der Türkei vor.  Sie fehlt generell im südlichen Mittelmeerraum. Isolierte Vorkommen befinden sich im Kaukasusgebiet. Im Verbreitungsgebiet ist die Art meist selten bzw. nur lokal etwas häufiger. In höher gelegenen Gebieten fehlt sie generell.
Die Art bevorzugt Auwälder in Flusstälern, Sumpfwälder und feuchte Laubwälder, aber auch Wassergräben, die mit Sal-Weiden bestanden sind oder kleine Weidengebüsche. Es ist eine typische Flachlandart, die von 0 bis etwa 300 m über NN vorkommt, sehr selten auch bis 500 m.

## Phänologie und Lebensweise
Die Art bildet in der Regel zwei Generationen im Jahr. Die Falter fliegen von Ende April bis Anfang Juni und dann wieder im Juli und August. In Fennoskandien wird nur eine Generation gebildet, deren Falter im Juni und Juli fliegen. Die Falter sind nachtaktiv und werden von künstlichen Lichtquellen angezogen. Sie können auch geködert werden. Sie wurden an Pfeifengräsern (Molinia) beobachtet, wie sie Nektar saugten. Die Raupen sind vom August bis in den Oktober und dann wieder von Mai bis Juli zu finden. Die Raupen leben nach bisherigem Kenntnisstand zumindest in Mitteleuropa ausschließlich auf Weiden (Salix sp.), besonders auf der Sal-Weide (Salix caprea). Die Raupen der 2. Generation verpuppen sich im Oktober. Die Gürtelpuppe wird an Blätter und Zweige mit dem Kopf nach oben angeheftet. Sie fällt meist mit dem fallenden Laub im Herbst zu Boden, wo sie dann überwintert.

## Systematik
Die Art wurde 1759 von Carl Alexander Clerck unter dem Namen Phalaena pendularia erstmals wissenschaftlich beschrieben. Der Graue Gürtelpuppenspanner ist jedoch in älteren Bestimmungswerken häufig unter dem Namen Cyclophora orbicularia Hübner, 1799 zu finden. Dieser Name ist jedoch ein jüngeres Synonym von Cyclophora pendularia (Clerck, 1759). Die Synonymie wurde erst verhältnismäßig spät 1941 erkannt.

## Gefährdung
Die Art gilt in Deutschland als gefährdet. Der Gefährdungsgrad ist jedoch von Bundesland zu Bundesland verschieden. In Nordrhein-Westfalen, Hamburg und Sachsen-Anhalt ist sie sogar vom Aussterben bedroht.